# 杀戒
《杀戒》（Redemption）是一部中国和香港合拍的爱情悬疑片，改编自俞胜利的小说《亮眼》和《老六》，由刘烨和倪妮等主演，原本定於2013年5月18日上映，后来推迟至6月9日上映。

## 剧情
肖立昆（刘烨飾）和江月娥（倪妮飾）两人相爱并结婚, 后来为了争夺至亲大打出手以致走上法庭，是一对夫妻之间由爱生恨的故事。

## 演员表
| 演员   | 角色   |
| 刘烨   | 肖立昆 |
| 倪妮   | 江月娥 |
| 张逗逗 | 娟子   |
| 王迅   | 赵敬峰 |
| 黄柏钧 | 白熙庄 |

## 影片制作

### 创作背景
《杀戒》是根据小说家俞胜利小说《亮眼》和《老六》改编而成。导演竹卿在2009年9月，在飞机上阅读俞胜利先生的小说，產生了把故事拍攝成為一部電影的念头，并邀请了编剧刘恒改编故事。

### 拍摄与意外
2012年4月25日,《杀戒》主创人员於北京国际电影节出席开机仪式,並正式宣布影片由刘烨、倪妮担纲主演。6月，《杀戒》开放记者前往剧组探班。
同年7月,當時劇組於北京拍摄。由于当地连日来天气炎热，意外事件当日剧组要拍摄冬天的戏份，需要演员冒着酷热穿羽绒服进行拍摄，高温作业令剧组里一名两岁的小演员身体不适，甚至出现呕吐。随后工作人员暂停拍摄。

### 宣传
2013年2月26日,《杀戒》剧组在北京召开新闻发布会，並首次曝光了电影《杀戒》的先导概念海报及预告片。同年5月11日,片方在网络上发布一款母亲节视频特辑。

### 延期上映
由原先預定的2013年5月18日上映，延期至2013年6月9日上映。

## 周边商品
| 書名 | ISBN               | 页  | 作者               | 出版社         | 發行日期     |
| ---- | ------------------ | --- | ------------------ | -------------- | ------------ |
| 杀戒 | ISBN 9787539962658 | 188 | 刘恒，俞胜利，竹卿 | 江苏文艺出版社 | 2013年5月1日 |

## 其他
导演章家瑞於2013年6月2日称自己才是《杀戒》的导演。
根据新闻报导导演章家瑞有出席《杀戒》於2012年4月25日在北京举行开机发布会，并确认是和电视剧制片人出身的女导演竹卿共同执导。同年8月，《杀戒》剧组参加长春电影节闭幕式，红地毯上，章家瑞、竹卿、刘烨、倪妮有共同走红毯。
报导称,章家瑞和竹卿分別在拍摄理念、后期剪辑等产生分歧。章家瑞向新浪娱乐透露：“签合同的时候她挂一个导演，我挂一个总导演，其实一开始我怕她没有经验把这个片子给毁了，但是她又极力的邀请我，另外她也把剧本给刘恒改过，我也觉得刘恒的剧本特别好，后来就在合约上约定我拥有创作的最终决定权。我带着我的班底，而她只带着一个会计，在中间拍摄的过程中我发现她根本不懂电影。”,竹卿则表示：“电影的一个导演他不是说仅仅在现场拍摄就行，从前期剧本的设计，到主创团队，到演员的说服，到后期制作，这些都是一个导演应该完成。而章家瑞是开机前一个月进入剧组的，他其他都没做，是我邀请他来做的一个类似监制的工作，但合同上为了好听点嘛，就写了章家瑞是总导演，我是导演，你们也知道电影里面没有叫总导演的。现场拍摄时我们的打板器上两个人的名字都有的，我们都在片场，但是演员的说戏，整体的把控，因为我还是二稿编剧，我还是导演，这些都是我来做，包括一些重场戏分镜头都是我来做的。”。
导演章家瑞称已在南京中级人民法院已正式立案。

## 票房
影片上映首日收获133万元，至6月23日累计票房为922万元。最终票房为946万元人民币。
由于《杀戒》上映前出現竹卿和章家瑞“争夺导演署名权”的闹剧，直接连累到影片的口碑和宣传，电影几乎“裸映”，最终票房不到千万便匆匆下映。